# إمارة الزبارة
إمارة الزُّبارة هي إمارة تأسست شمال غرب قطر عام 1766 على يد العتوب بقيادة محمد بن خليفة وذلك بعد هجرتهم من الكويت واستقرارهم في الزبارة شمال غرب قطر.

## التاريخ

### التأسيس

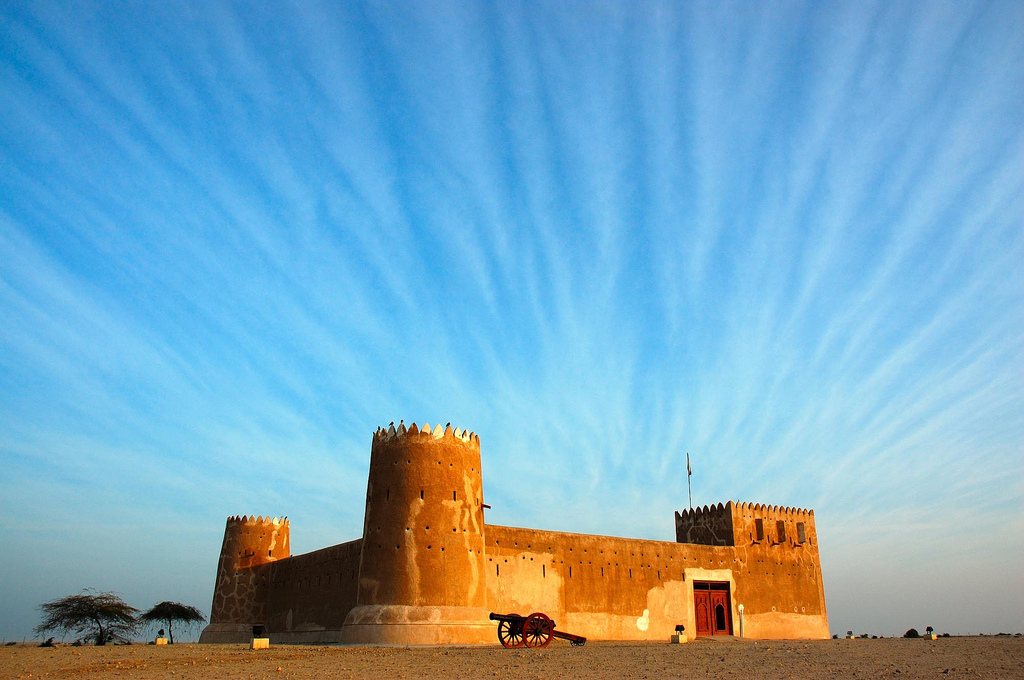
قلعة الزبارة

هاجر قسم من العتوب بقيادة آل خليفة من الكويت إلى ساحل قطر عام 1766 واسسوا بلدة الزبارة كما شرعوا في سنة 1182 هـ/1768 م في بناء قلعة مرير ، ولم يحاول آل مسلم حكام قطر آنذاك منع العتوب من سكن الزبارة واتخاذها مقرا لهم وذلك للعلاقة الطيبة بين آل خليفة وبني خالد حكام شرق الجزيرة والإحساء الذين يهابهم آل مسلم. إلا أنهم ألزموهم بدفع إتاوة سنوية لهم حيث اعترف بالبداية بسلطة آل مسلم باعتبارهم نوابا لبني خالد في قطر ودفع لهم الخراج إلى سنة 1186 هـ/ 1772م

### الازدهار
ازدهرت الزبارة تجاريا وكبر وعمرانها واتساعها حتى أصبحت أكبر مدينة في قطر، ويرجع ذلك أساسا إلى السياسة الاقتصادية التي انتهجها آل خليفة في تعزيز التجارة الحرة من خلال عدم فرض ضرائب على التجار والبضائع كما ان الطاعون الذي ضرب البصرة عام 1772 وحصارها من قبل الدولة الزندية عام 1775 جعل أكثر تجارها ينتقلون للسكن إلى الكويت والقطيف والزبارة.

### الاستقلال
اعترف آل خليفة بسلطة آل مسلم باعتبارهم نوابا لبني خالد في قطر ودفعوا لهم الخراج إلى سنة 1772م عندما تمكنوا من تحصين المدينة وفرغوا من بناء قلعتها الحصينة بالقرب من ماء مرير حيث امتنعوا عن دفع الخراج وتحصنوا في القلعة، وانضمت له قبائل قطر فامتنعت هي الأخرى عن دفع الرسوم لآل مسلم مما أدى إلى نشوب معركة السميسمة التي انهزم فيها آل مسلم فبرزت الزبارة بعد تلك الواقعة واضمحل نفوذ مدينة الحويلة التي كان فيها آل مسلم.

## هوامش
- أ: يرجع مصدر كلمة الزُّبارة في لسان العرب من الزبر وهو وضع البنيان أو الحجارة بعضها فوق بعض، وتعني عند أهل الخليج العربي التلة المرتفعة عن الأرض، وسُميت الزبارة بهذا الاسم لبناءه التي بُنيت في تلة صغيرة.[1]